# دیوید دآنتونی
دیوید دآنتونی (انگلیسی: David D'Antoni؛ زادهٔ ۲۸ ژانویهٔ ۱۹۷۹) بازیکن فوتبال اهل ایتالیا است.
از باشگاه‌هایی که در آن بازی کرده‌است می‌توان به باشگاه فوتبال آلساندریا، باشگاه فوتبال سالرنیتانا، باشگاه فوتبال فروزینونه، باشگاه فوتبال ونتزیا، باشگاه فوتبال چزنا، باشگاه فوتبال امپولی، باشگاه فوتبال جنوآ، و باشگاه فوتبال ترنانا اشاره کرد.